# Tirreno-Adriático 1988
La XXIII edición del Tirreno-Adriático se disputó entre el 11 y el 16 de marzo de 1988 con un recorrido de 969 kilómetros con salida en Bacoli y llegada a San Benedetto del Tronto. El ganador de la carrera fue el suizo Erich Maechler del Carrera Jeans.

## Etapas
| Etapa | Fecha       | Recorrido                             | km    | Ganador            | Líder          |
| ----- | ----------- | ------------------------------------- | ----- | ------------------ | -------------- |
| 1ª    | 11 de marzo | Bacoli - Bacoli                       | 10,6  | Phil Anderson      | Phil Anderson  |
| 2ª    | 12 de marzo | Bacoli - Cassino                      | 202,0 | Adriano Baffi      | Phil Anderson  |
| 3ª    | 13 de marzo | Cassino - Paglieta                    | 182,0 | Erich Maechler     | Erich Maechler |
| 4ª    | 14 de marzo | Paglieta - Monte Urano                | 228,0 | Maurizio Fondriest | Erich Maechler |
| 5ª    | 15 de marzo | Porto Recanati - Appignano            | 207,0 | Eric Vanderaerden  | Erich Maechler |
| 6ª A  | 16 de marzo | Grottammare - S.B del Tronto          | 82,0  | Adriano Baffi      | Erich Maechler |
| 6ª B  | 16 de marzo | S.B del Tronto - S.B del Tronto (CRI) | 18,3  | Erich Maechler     | Erich Maechler |

## Clasificaciones finales

### General
| Posición | Ciclista            | Equipo             | Tiempo      |
| -------- | ------------------- | ------------------ | ----------- |
| 1        | Erich Maechler      | Carrera Jeans      | 24h 46' 34" |
| 2        | Toni Rominger       | Chateau d'Ax       | + 16"       |
| 3        | Rolf Sørensen       | Ariostea           | + 21"       |
| 4        | Eric Vanderaerden   | Panasonic          | + 28"       |
| 5        | Edwig van Hooydonck | Superconfex-Yoko   | + 36"       |
| 6        | Maurizio Fondriest  | Alfa Lum           | + 41"       |
| 7        | Phil Anderson       | TVM                | + 43"       |
| 8        | Michael Wilson      | Weinmann-La Suisse | + 49"       |
| 9        | Luca Gelfi          | Del Tongo          | + 52"       |
| 10       | Giuseppe Petito     | Gis Gelati         | + 56"       |